# اچ‌ام‌سی‌اس اوریول
اچ‌ام‌سی‌اس اوریول (به انگلیسی: HMCS Oriole) یک کشتی است که طول آن ۱۰۲ فوت (۳۱ متر) و ارتفاع آن ۱۰۵ فوت (۳۲ متر) می‌باشد. این کشتی در سال ۱۹۲۱ ساخته شد.